# Jacopo Sarno
Jacopo Furio Sarno, conhecido como Jacopo Sarno (Milão, 1 de setembro de 1989), é um ator, cantor, compositor, músico e dublador italiano conhecido por protagonizar a série Quelli Dell'Intervallo.

## Biografia
Sua estreia no mundo artístico aconteceu muito cedo e rapidamente se tornou um rosto conhecido na televisão em meados dos anos noventa, estrelando várias sitcoms e comerciais.
Em 1995 ele fez sua estreia como ator de comentário na série Io e la mama, ao lado de Gerry Scotti e Delia Scala, interpretando o pequeno Paolino em todas as temporadas, até o final de 1997. Dois anos depois, volta à televisão, outra vez no Canale 5 e em outra sitcom, Don Luca, onde interpretou Mirko por apenas duas temporadas. No ano seguinte estreia no cinema participando de uma pequena parte no último filme da saga fantozziana, Fantozzi 200 - La clonazione, interpretando um pequeno garoto abandonado pelos seus pais muito ocupados com o trabalho. Em 2001 volta às origens e integra o elenco de Bradipo, produzida pela MTV Itália; depois de três anos de pausa faz uma participação no sitcom Il Mammo, com Enzo Iachetti e Natalia Estrada.
Em 1996 fez parte do curta-metragem Il Soffito, com direção de Barbara Nava. Com este trabalho é considerado o melhor ator do Festival de cinema de Messina com apenas sete anos. Dez anos depois, em 2006, estreia como apresentador de programa de televisão na premiação Nickelodeon Kids' Choice Awards.

### Dublagem
Desde 1999 ele está inscrito na Associazione Doppiatori Attori Pubblicitari (ADAP) e neste mesmo ano começa sua carreira como dublador.
Além de dublar vários filmes, sempre com personagens jovens, e desenhos animados, ele também deu voz a prublicidades e jogos eletrônicos, como o de Harry Potter e a Pedra Filosofal e Harry Potter e a Câmara Secreta.

## Atuação

### Televisão
| Ano       | Título                            | Personagem   | Notas                         |
| --------- | --------------------------------- | ------------ | ----------------------------- |
| 1995-1997 | Io e la Namma                     | Paolino      | sitcom                        |
| 1999      | Don Luca                          | Mirko        | sitcom                        |
| 2001      | Bradipo                           |              | sitcom                        |
| 2001      | Il mammo                          |              | sitcom                        |
| 2006      | Nickelodeon Kids' Choice Awards   | Jacopo Sanro | apresentador                  |
| 2007-2008 | Quelli dell'intervallo            | Jaky         | sitcom                        |
| 2008      | Fiore e Tinelli                   | Jason        | sitcom                        |
| 2008      | Quelli dell'intervallo in vacanza | Jaky         | sitcom                        |
| 2009      | Zack e Cody: Gêmeos a Bordo       | Luca Fendini | sitcom (Paticipação Especial) |
| 2009      | Chiamatemi Giò                    | Jacopo Sarno | sitcom (Paticipação Especial) |
| 2009      | Life Bites                        | Jacopo Sarno | sitcom (Paticipação Especial) |
| 2010      | Quelli dell'intervallo Cafe       | Jaky         | sitcom                        |
| 2011      | Non Smettere di Sognare           | Filippo      | Série                         |

### Teatro
| Ano       | Título                              |
| --------- | ----------------------------------- |
| 2004      | Da Shakespeare a Dario Fo           |
| 2004      | Cuore di Berlino                    |
| 2005      | Sogno di una notte di mezza estate  |
| 2005      | Il borghese gentiluomo              |
| 2005      | Sulle tracce di Omero               |
| 2005-2007 | Datemi tre caravelle!               |
| 2008-2009 | High School Musical - Lo spettacolo |

### Cinema
| Ano  | Título                        | Personagem           | Notas                       |
| ---- | ----------------------------- | -------------------- | --------------------------- |
| 1999 | Fantozzi 2000 - La clonazione | Pier Ulderico Kobram | Direção de Domenico Saverni |
| 2009 | A Natale mi sposo             | Fabio                | Direção de Paolo Costella   |

### Dublagem
| Título                       |
| ---------------------------- |
| Daria: The movie             |
| Gengis Khan, il re del vento |
| One true love                |
| Friends                      |
| Harry Potter                 |
| Uliveto                      |
| Tremors 4                    |
| The Shooter                  |
| Abrafaxe                     |
| Gino il pollo                |

## Discografia

### Álbum de estúdio

#### 1989 (2009)
| Título               | Duração | Autores                                             | Notas           |
| -------------------- | ------- | --------------------------------------------------- | --------------- |
| Anche a Primavera    | 4:04    | Palmosi, Sala                                       |                 |
| È Tardi              | 2:55    | Sebastian Thott, Didrik Thott, Vaughn               | Single          |
| Sara                 | 3:37    | Ken Rose                                            |                 |
| Vent'Anni            | 3:41    | Barnes, Jones, Kelleher, Kohn, Rohan                | Single          |
| Ho Voglia Di Vederti | 4:12    | Astasio, Cano, J. Scott Bentjen, Pebworth, Roentgen | Single          |
| Sogno Te             | 3:08    | Palmosi, Sala                                       |                 |
| Non So Volare        | 2:55    | Tebey, Sebastian Thott, Didrik Thott, Vaughn        |                 |
| Mai                  | 3:31    | Palmosi, Parisi, Salvati                            |                 |
| Jenny                | 3:59    | Adam Argyle, Ken Rose                               |                 |
| In Ogni Attimo       | 2:58    | A. Proietti Orzella, Giansante, Palmosi, Petrini    |                 |
| La Nuova Stella      | 3:15    | Bonomo, Chiaravalli, Guidetti                       |                 |
| Con Te               | 3:28    | Costa, Palmosi                                      |                 |
| Senza Regole         | 3:15    |                                                     | Bônus do iTunes |

#### Jacopo Sarno -EP(2010)
| Título                 | Duração | Autores                                             | Notas  |
| ---------------------- | ------- | --------------------------------------------------- | ------ |
| Tommy e la Sedia Vuota | 3:23    | Sarno, Agliard                                      | Single |
| Anche a Primavera      | 4:04    | Palmosi, Sala                                       |        |
| Vent'Anni              | 3:41    | Barnes, Jones, Kelleher, Kohn, Rohan                |        |
| Ho Voglia Di Vederti   | 4:12    | Astasio, Cano, J. Scott Bentjen, Pebworth, Roentgen |        |
| Jenny                  | 3:59    | Adam Argyle, Ken Rose                               |        |

### Videoclipes
- 2007: Tocca a Me
- 2008: Dimmi Se Sei Tu
- 2008: Non Pensare
- 2008: Grido (Scream)
- 2008: Non C'è Confini
- 2008: Wonder Why
- 2008: Non L'avevo Previsto
- 2008: Un Vero Amico
- 2008: La Forza Del Sorriso
- 2009: È Tardi
- 2009: Ho Voglia di Vederti
- 2009: Vent'anni
- 2010: Tommy e la Sedia Vuota
- 2010: This Is Christimas

### Singles promocionais
- 2009: È Tardi
- 2009: Ho Voglia di Vederti
- 2009: Vent'anni
- 2010: Tommy e la Sedia Vuota
- 2010: This Is Christimas

## Trilhas sonoras
- 2008: Quelli Dell'Intervallo
- 2008: High School Musical 3
- 2010: A Natale Mi Sposo
- 2011: Non Smettere di Sognare